# La antorcha encendida
La antorcha encendida (lit. A tocha acesa) é uma telenovela mexicana produzida pela Televisa e exibida entre 6 de maio e 15 de novembro de 1996, sucedendo María la del Barrio e antecedendo Te sigo amando.
A trama, que conta a história da Independência do México, foi escrita por Fausto Zerón-Medina com colaboração de Liliana Abud.
Foi protagonizada por Leticia Calderón e Humberto Zurita e antagonizada por Juan Ferrara, Alejandra Ávalos, Julieta Rosen, Ari Telch e pela primeira atriz Ofelia Guilmáin. E as atuações estelares de Juan Peláez, Ernesto Laguardia, Leonardo Daniel, Sergio Reynoso, Aarón Hernán, Angélica María e María Rojo.

## Sinopse
A população da Nova Espanha tem vivido sobre domínio espanhol durante três séculos. Trezentos anos em que o descontentamento do povo tem crescido junto com o sofrimento pela injustiça, pela exploração,  pobreza e desigualdade. 
É nesse México, que começa a despertar uma história de amor emoldurada por Mariano e Teresa. Unidos não somente por carinho, mas especialmente pelo desejo de ver livre a sua terra, seus destinos entrelaçados para nos conduzir pelos caminhos da história rumo à independência e liberdade. 
Nesta espaço histórico, corre a vida de três famílias: a família Soto, a família Muniz, e a da viúva Juana Foncerrada e seus cinco filhos adotados contra os quais se despertará a ira do poderoso Don Pedro de Soto. Mariano Foncerrada vai enfrentar Don Pedro para defender Teresa Muniz, a quem ele ama. Do outro lado Pedro procurará destruí-lo, sem imaginar que Mariano é seu filho

## Elenco
- Leticia Calderón: Teresa de Muñiz
- Humberto Zurita: Mariano Foncerrada
- Juan Ferrara: Don Pedro de Soto
- Julieta Rosen: Manuela de Soto
- Ari Telch: Luis Foncerrada
- Juan Peláez: Don Miguel Hidalgo y Costilla
- Ernesto Laguardia: Gral. Ignacio Allende
- Ofelia Guilmáin: Doña Macaria de Soto
- Aarón Hernán: Padre Julián de Ibarne
- Angélica María: Doña Bernarda de Muñiz
- Sergio Reynoso: Don José María Morelos y Pavón
- María Rojo: Doña Josefa Ortiz de Domínguez
- Patricia Reyes Spíndola: Doña Juana de Foncerrada
- Carmen Salinas: Doña Camila de Foncerrada
- Enrique Rocha: Virrey Félix María Calleja
- René Casados: Agustín de Iturbide
- Jerardo: Santiago de Soto
- Sergio Sánchez: Don Jacinto de Muñiz
- Ramón Abascal: Mariano Jiménez
- Leonardo Daniel: Juan Aldama
- David Ostrosky: Mariano Abasolo
- Toño Mauri: Andrés Quintana Roo
- Luis Jose Santander: Nicolás Bravo
- Juan José Arjona: Francisco Xavier Mina
- Christian Bach: María Ignacia 'Güera' Rodríguez
- Luis Gatica: Juan Foncerrada
- Alejandro Ruiz: Diego Foncerrada
- Julio Beckles: Lorenzo Foncerrada
- Juan Romanca: José Rafael Iriarte Leitona
- Sergio Jiménez: Matías de Heredia
- Alejandra Ávalos: Ángela
- Mario Iván Martínez: Ignacio López Rayón
- María Rivas: Virreina Inés de Jáuregui
- Sergio Bustamante: Virrey José de Iturrigaray
- Magda Karina: Brígita Almonte
- Luis Gimeno: Guillermo Aguirre y Viana
- Luis Xavier: Felipe Gómez Crespo
- Roxana Saucedo: Ana María Huarte
- Lorenzo de Rodas: Don Pablo de Irigoyen
- Isaura Espinoza: Martha
- Roberto Ballesteros: Vicente Guerrero
- Óscar Bonfiglio: Guadalupe Victoria
- Julio Bracho: Simón Bolívar
- Raúl Buenfil: Mariano Matamoros
- Daniel Gauvry: Alexander von Humboldt
- Armando Araiza: Martín García de Carrasquero
- Dacia Arcaráz: María Antonieta Morelos
- Odiseo Bichir: Fray Servando Teresa de Mier
- Luz María Jerez: Catalina de Irigoyen
- Gilberto Román: Miguel Domínguez
- Katia del Río: Leona Vicario
- Leticia Sabater: Joaquina Torreo de Esteve
- Nando Estevané: Manuel Hidalgo
- Claudio Sorel: Alcalde Ochoa
- Humberto Elizondo: Hermenegildo Galeana
- Sergio Klainer: Juan Ruiz de Apodaca
- Marco de Carlos: Juan O'Donojú
- Esteban Franco: El Pípila
- Javier Díaz Dueñas: Pedro Moreno
- Salvador Sánchez: Leonardo Bravo
- Jorge Santos: José María Hidalgo
- Humberto Dupeyrón: Mariano Hidalgo
- Ramón Menéndez: Manuel Abad y Queipo
- Alejandro Tommasi: José Nicolás de Michelena
- Germán Robles: Ángel Avella
- Antonio Medellín: "Amo" Torres
- Manolo García: Miguel de Bataller
- Roberto Blandón: Félix Flores Alatorre
- Manuel Saval: José Manuel Fuentes
- Natalia Esperón: María de la Luz de la Fuente
- Claudia Ferreira: Francisca de la Gandara
- Alberto Inzúa: Virrey Branciforte
- José Carlos Teruel: Bondpland
- Moisés Suárez: Arzobispo Lizana y Beausmont
- Martín Barraza: Lázaro
- Héctor Sáez: Juan Francisco Azcárate y Lezama
- Eduardo Liñán: Manuel de la Cancha
- Carlos Cámara: José Antonio Tirado
- Rafael Amador: Cabo Ortega
- Juan Carlos Colombo: Fray Vicente de Santa María
- Andrés Bonfiglio: Gliberto Riano
- Óscar Traven: Diego Berzábal
- Miguel Pizarro: José de la Cruz
- Isabel Benet: Ana de Soto
- Fernando Sáenz: José María Mercada
- Raúl Castellanos: Narciso Mendoza
- Alejandro Gaytán: Indalesio Allende
- Daniel Seres: Miguel Hidalgo (14 anos)
- Blanca Ireri: Manuela de Soto (menina)
- Socorro Bonilla: Basilia
- Lucía Guilmáin: China Poblana
- Lorenzo de Rodas: Chente
- Mercedes Pascual: Pilar
- Aurora Clavel: Dominga
- Israel Jaitovich: Álvaro de Urzúa
- Leopoldo Frances: Dámaso
- Toño Infante: Acompañante de Elizondo
- Jean Douverger: Lorenzo
- Eduardo Santamarina: Héctor
- Fabián Robles: José

## Exibição
Foi reprisada pelo canal TLNovelas entre 16 de agosto a 19 de novembro de 1999.

## Prêmios e indicações

### Prêmios TVyNovelas 1997
| Categoria                  | Indicado(a)                                 | Resultado |
| -------------------------- | ------------------------------------------- | --------- |
| Melhor telenovela          | Ernesto Alonso                              | Indicado  |
| Melhor atriz protagonista  | Leticia Calderón                            | Indicado  |
| Melhor ator protagonista   | Humberto Zurita                             | Indicado  |
| Melhor direção cinegráfica | Claudio Reyes Rubio Gonzalo Martínez Ortega | Indicado  |
| Melhor ator                | Juan Ferrara                                | Venceu    |